# Glaukias của Taulanti
Glaukias (tiếng Hy Lạp: Γλαυκίας; cai trị c.335-c.302 BC) là một trong những vị vua vĩ đại nhất của nước Taulanti mà cai trị người Illyria trong nửa sau của thế kỷ thứ 4 trước Công nguyên.
Glaukias lần đầu tiên được đề cập khi ông đưa một lực lượng đáng kể đến hỗ trợ cho Cleitos của Dardania, một hoàng tử Illyria, chống lại Alexandros Đại đế, trong trận Pelium năm 335 trước Công nguyên. Tuy nhiên, cả hai đều bị đánh bại, và Cleitos đã buộc phải trú ẩn trong vùng lãnh thổ của người Taulanti, nơi mà Alexandros đã không truy đuổi ông, vì sự quan tâm của ông ta đã chuyển đến nơi khác bởi tin tức về cuộc nổi dậy của Thebes.
Chúng ta tiếp theo nghe về Glaukias, là gần 20 năm sau, khi ông nhận bảo trợ cho  Pyrros nhỏ tuổi, khi Aeacides cha của ông đã bị đuổi khỏi Ipiros; vợ của Glaukias, Beroea thuộc về triều đại Aeacidae của người Molossia. Bằng việc này, ông đã đắc tội với Kassandros, người tìm cách để chiếm được quyền sở hữu Ipiros cho mình, và là người thất bại khi hối lộ Glaukias 200 talent để ông từ bỏ đứa trẻ.
Không lâu sau, vua Macedonia xâm chiếm lãnh thổ của ông, và đánh bại ông trong trận chiến, nhưng dù vậy Glaukias tự mình ràng buộc bởi hiệp ước xảy ra sau đó để tránh tình trạng chiến tranh chống lại các đồng minh của Kassandros, ông vẫn giữ lại Pyrros tại triều đình của mình, và, sau cái chết của Alcetas II của Ipiros, trong năm 307 TCN, ông đã có cơ hội xâm lược Ipiros với quân đội, và thiết lập hoàng tử trẻ tuổi, lúc đó 12 tuổi, lên ngai vàng. Các vùng lãnh thổ của Glaukias giáp với Apollonia và Epidamnos. Năm 312 TCN ông đã kiểm soát Epidamnos. Ngày mất của ông không được đề cập, nhưng có vẻ như ông vẫn còn trị vì trong năm 302 trước Công nguyên, khi Pyrros đến triều đình của ông, có mặt tại cuộc hôn nhân của một trong những con trai của ông.

## Cuộc khởi nghĩa của người Ilyria(335 TCN)

### Bối cảnh
Năm 344 trước Công nguyên, cha của Galucias, Pleurias,tham gia vào trận chiến với Philippos II của Macedonia. Trong một nỗ lực thất bại,Pleurias đã cố gắng để ngăn chặn sự bành trướng của Philippos ở Illyria, ông suýt thành công trong việc sát hại Philippos trong năm 337 TCN nếu không phải một vệ sĩ đỡ lưỡi kiếm của ông ta. Philippos đã bị thương và bị mất một phần trong số những người bạn thân thiết của ông, cuối cùng ông bằng lóng mình với việc sở hữu khu vực Dassaretia của Illyrian. Sau này, Isocrates giới hạn nhà nước Taulantii chỉ dọc theo bờ biển Adriatic. Có vẻ như trong suốt triều đại đầu tiên của ông, có lẽ trước năm 335 TCN, Alexandros và Glaukias và có thể đã có quan hệ khá thân thiện, mặc dù điều này không được biết chắc chắn. Là một hoàng tử Alexandros đã tháp tùng cha Philippos II của ông trong chiến dịch Illyrian. Năm 337 TCN ông đã đưa Olympias, mẹ của mình tới Epirus và đi từ đó đến Illyria, nơi ông ở lại với một hoặc nhiều vị vua, có lẽ thực sự với Glaukias. Alexandros có thể có cũng có quan hệ sống trong Illyria tại thời điểm đó và đã tạm trú khi cãi nhau với cha của ông   Tuy nhiên., nước Taulantii tiếp tục chính sách chống lại Macedonia cho đến khi người Illyria nổi dậy.
Alexandros có lẽ đang ở vùng lãnh thổ Agrianania khi tin tức đến tai ông về sự chuẩn bị chiến đấu của người Illyria năm 335 trước Công nguyên. Người Autariatae lên kế hoạch để tấn công ông về phía bắc, Cleitos vua của nước Dardania đã tham gia cuộc nổi dậy và Glaukias đã tham gia vào liên minh và ủng hộ đại nghĩa của Cleitos. Cleitos đã chiếm đóng thành phố Pelion vốn là thủ đô cũ của tổ tiên ông ở Dassaretia. Pelion lúc đó là thành phố mạnh nhất trong khu vực và nó thuận lợi cho việc thực hiện các cuộc tấn công nhằm vào Macedonia.

### Trận Pelion

Kingdom of Macedon in 335 BC

Alexandros phát hiện ra rằng Cleitos đã không chỉ chiếm đóng Pelion mà còn chiếm cả các điểm cao xung quanh, mà nhìn xuống thành phố và kiểm soát con đường qua hẻm sói. Một điều hiển nhiên rằng ông ta đã chờ đợi cho tới khi Glaucias đến. Alexandros đã muốn tấn công Cleitos đầu tiên.